# Torneo de Zhengzhou 2018
El Jinyuan Cup 2018 fue un torneo de tenis profesional jugado en canchas duras. Se trata de la cuarta edición del torneo, que es parte de la WTA 125s de 2018. Se llevó a cabo en Zhengzhou, China, entre el 16 de abril al 22 de abril de 2018.

## Cabezas de serie

### Individuales
| Tenista          | Ranking | Preclasificada |
| Zhang Shuai      | 31      | 1              |
| Peng Shuai       | 37      | 2              |
| Luksika Kumkhum  | 94      | 3              |
| Wang Yafan       | 98      | 4              |
| Duan Yingying    | 103     | 5              |
| Yanina Wickmayer | 106     | 6              |
| Nao Hibino       | 122     | 7              |
| Zhu Lin          | 129     | 8              |

- Ranking del 9 de abril de 2018

### Dobles
| Tenista                       | Ranking | Preclasificada |
| Eri Hozumi Yang Zhaoxuan      | 86      | 1              |
| Nao Hibino Zheng Saisai       | 149     | 2              |
| Naomi Broady Yanina Wickmayer | 157     | 3              |
| Duan Yingying Wang Yafan      | 220     | 4              |

## Campeonas

### Individuales femeninos
Zheng Saisai venció a  Wang Yafan por 5-7, 6-2, 6-1

### Dobles femenino
Duan Yingying /  Wang Yafan vencieron a  Naomi Broady /  Yanina Wickmayer por 7-6(5), 6-3